# Shehu Shagari
Shehu Usman Aliyu Shagari (Shagari, 25 de fevereiro de 1925 — Abuja, 28 de dezembro de 2019), mais conhecido como Shehu Shagari, foi um professor e político nigeriano que serviu como o 6.º presidente da Nigéria durante o breve período denominado Segunda República da Nigéria, tendo sido o 1.º presidente democraticamente eleito do país na eleição presidencial de 1979. Posteriormente, foi reeleito na eleição presidencial de 1983, porém acabou deposto por militares no golpe de Estado de 1983.
Shagari era um nortista de origem fula e detinha o título de Turakin Sakkwato no Sultanato de Socoto. Trabalhou como professor por um breve período antes de entrar na política 1954 após a sua eleição para a Câmara dos Representantes da Nigéria.  
Shagari faleceu em 28 de dezembro de 2019 após ser internado no Hospital Nacional de Abuja, vítima de complicações pulmonares enquanto realizava um tratamento de saúde no local.